# Leucochloron minarum
Leucochloron minarum là một loài rau đậu thuộc họ Fabaceae.
Loài này chỉ có ở Brasil.